# Вальо Сера
Ва̀льо Сѐра (на италиански: Vaglio Serra; на пиемонтски: Vaj, Вай) е село и община в Северна Италия, провинция Асти, регион Пиемонт. Разположено е на 278 m надморска височина. Населението на общината е 285 души (към 2010 г.).